# Breast Cancer Research
Breast Cancer Research is een internationaal, aan collegiale toetsing onderworpen wetenschappelijk tijdschrift op het gebied van de oncologie.
De naam wordt in literatuurverwijzingen meestal afgekort tot Breast Canc. Res.
Het wordt uitgegeven door BioMed Central en verschijnt tweemaandelijks.
Breast Cancer Research is een open access elektronisch tijdschrift; het verschijnt niet in druk. Geaccepteerde artikelen verschijnen direct online.